# Senar (Verslehre)
Ein Senar (lateinisch senarius ‚sechsgliedrig‘, ‚sechsteilig‘) ist in der Verslehre ein aus sechs Versfüßen bestehendes Versmaß. In metrischer Formelnotation wird der Senar durch die hochgestellte Zahl 6 nach der Abkürzung des Versfußes gekennzeichnet.
Weitgehend synonym ist auch die Bezeichnung Hexapodie (altgriechisch ἑξάπους ‚sechsfüßig‘), wobei die Bezeichnung Senar eher im Bereich der lateinischen Dichtung, die Bezeichnung Hexapodie eher im Bereich der griechischen Dichtung verwendet wird.
Beispiele für Senar in der lateinischen Dichtung sind:
- Jambischer Senar (ja6):

×—ˌ×—ˌ×—ˌ×—ˌ×—ˌ◡◠
- Bacchischer Senar (ba6):

×——ˌ×——ˌ×——ˌ×——ˌ×——ˌ×—◠
Bei monopodischen Versfüßen, bei denen der Versfuß dem Metron entspricht, ist Senar und Hexapodie im Prinzip das gleiche wie der Hexameter.
Das gilt insbesondere für den daktylischen Hexameter (da6):
—◡◡ˌ—◡◡ˌ—◡◡ˌ—◡◡ˌ—◡◡ˌ—◠
Bei den dipodischen Versfüßen Jambus, Trochäus und Anapäst, bei denen ein Metron aus zwei Versfüßen besteht, entspricht dem Senar der Trimeter.
In der akzentuierenden Metrik moderner Sprachen wie dem Deutschen entspricht der Hexapodie der Sechsheber.